# 8 мая
8 мая — 128-й день года (129-й в високосные годы) по григорианскому календарю.
До конца года остаётся 237 дней.
До 15 октября 1582 года — 8 мая по юлианскому календарю, с 15 октября 1582 года — 8 мая по григорианскому календарю.
В XX и XXI веках соответствует 25 апреля по юлианскому календарю.

## Праздники и памятные дни
См. также: Категория:Праздники 8 мая

### Международные
- ООН — первый из двух дней памяти и примирения, посвящённых памяти жертв Второй мировой войны.
- Всемирный день Красного Креста и Красного Полумесяца.

### Национальные
- Армения — День Еркрапа.
- Англия — День Фэрри — весенний праздник графства Корнуолл, отмечающийся со времён друидов.
- Мексика — День Идальго, празднуется в день рождения национального героя Мексики Мигеля Идальго.
- Норвегия,  США[2],  Украина[3],  Франция[4],  Чехия[5] и ряд других стран — День победы, день памяти или под другим названием.
- США, штат Миссури — День Трумэна.
- ФРГ — День освобождения от нацистской диктатуры.
- Республика Корея — День родителей.

### Религиозные

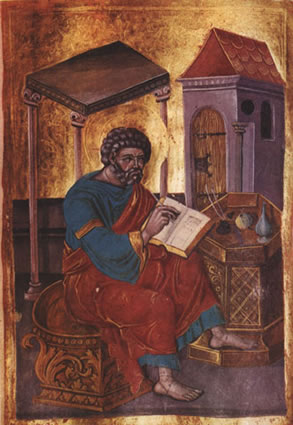
Евангелист Марк

Католицизм
 — Память Акакия Каппадокиянина;
 — память Амато Ронкони;
 — память Архангела Михаила в честь его явления на горе Монте-Гаргано;
 — память блаженной Мари-Катрин Лонпре;
 — память Десидерата;
 — память Петра Тарантезского.
 Православие
 — Память апостола и евангелиста Марка (63);
 — память преподобного Сильвестра Обнорского (1379);
 — память преподобного Василия Поляномерульского (1767) (Румынская православная церковь);
 — память священномученика Сергия Рохлецова, пресвитера (1938);
 — празднование в честь Цареградской иконы Божией Матери (1071).

### Именины
- Католические: Акакий, Десидерат, Екатерина, Мария, Михаил, Пётр.
- Православные: Василий, Иоанна, Иосиф, Магдалена, Македоний, Мария, Марк, Марфа, Ника, Никодим, Саломия, Сергей, Сильвестр, Тамара.

## События
См. также: Категория:События 8 мая

### До XIX века
- 1429 — Столетняя война: английские войска сняли осаду Орлеана.
- 1541 — Испанский конкистадор и путешественник Эрнандо де Сото открыл реку Миссисипи.
- 1654 — Отто фон Герике показал императору Фердинанду III и членам Рейхстага эксперимент с медными полушариями[9].
- 1794 — По обвинению в коррупции казнён французский учёный, отец современной химии Антуан Лавуазье.

### XIX век
- 1801 — Александр I отказался от титула великого магистра Мальтийского ордена, повелел убрать мальтийский крест с государственного герба и исключил орден Св. Иоанна Иерусалимского из списка орденов Российской империи[10].
- 1808 — во время русско-шведской войны (1808—1809) русские войска заняли шведскую крепость Свеаборг.
- 1838 — В Англии опубликована «Народная хартия» — программа политических требований английского пролетариата.
- 1842 — Версальская железнодорожная катастрофа (Франция), в результате которой погибло не менее 55 человек.
- 1846 — Сражение при Пало-Альто, первое сражение американо-мексиканской войны.
- 1864 — Началась Битва при Спотсильвейни, одно из ключевых сражений в ходе гражданской войны в США.
- 1886 — Впервые производится Coca-cola — напиток, созданный доктором Джоном Пембертоном.
- 1895 — Китай передал Тайвань Японии.

### XX век
- 1902 — извержение вулкана Монтань-Пеле (Мартиника), привёдшее к гибели около 20 000 человек.
- 1903 — первый настоящий дирижабль «Лебоди» совершил свой первый полёт на 37 км.
- 1905 — Владимир Грингмут основал в Москве национал-патриотическую черносотенную организацию «Русская монархическая партия».
- 1909 — в Москве на Пречистенском бульваре открывается памятник Н. В. Гоголю работы скульптора Андреева и архитектора Шехтеля.
- 1921 — русские эмигранты открыли в Константинополе тараканьи бега.
- 1922 — в петроградской газете «Вечерний телеграф» опубликована глава «Грэй» из романа Александра Грина «Алые паруса», который будет выпущен отдельным изданием в следующем году.
- 1923 — Великобритания предъявила советской России ряд ультимативных требований («Ультиматум Керзона»).
- 1926 — американцы Ричард Бэрд и Флойд Беннетт на самолёте «Жозефина Форд» совершили первый авиаперелёт над Северным полюсом. Впоследствии эта информация подверглась сомнению и была опровергнута.
- 1929 — впервые в СССР проведено опрыскивание лесов и полей ядохимикатами.

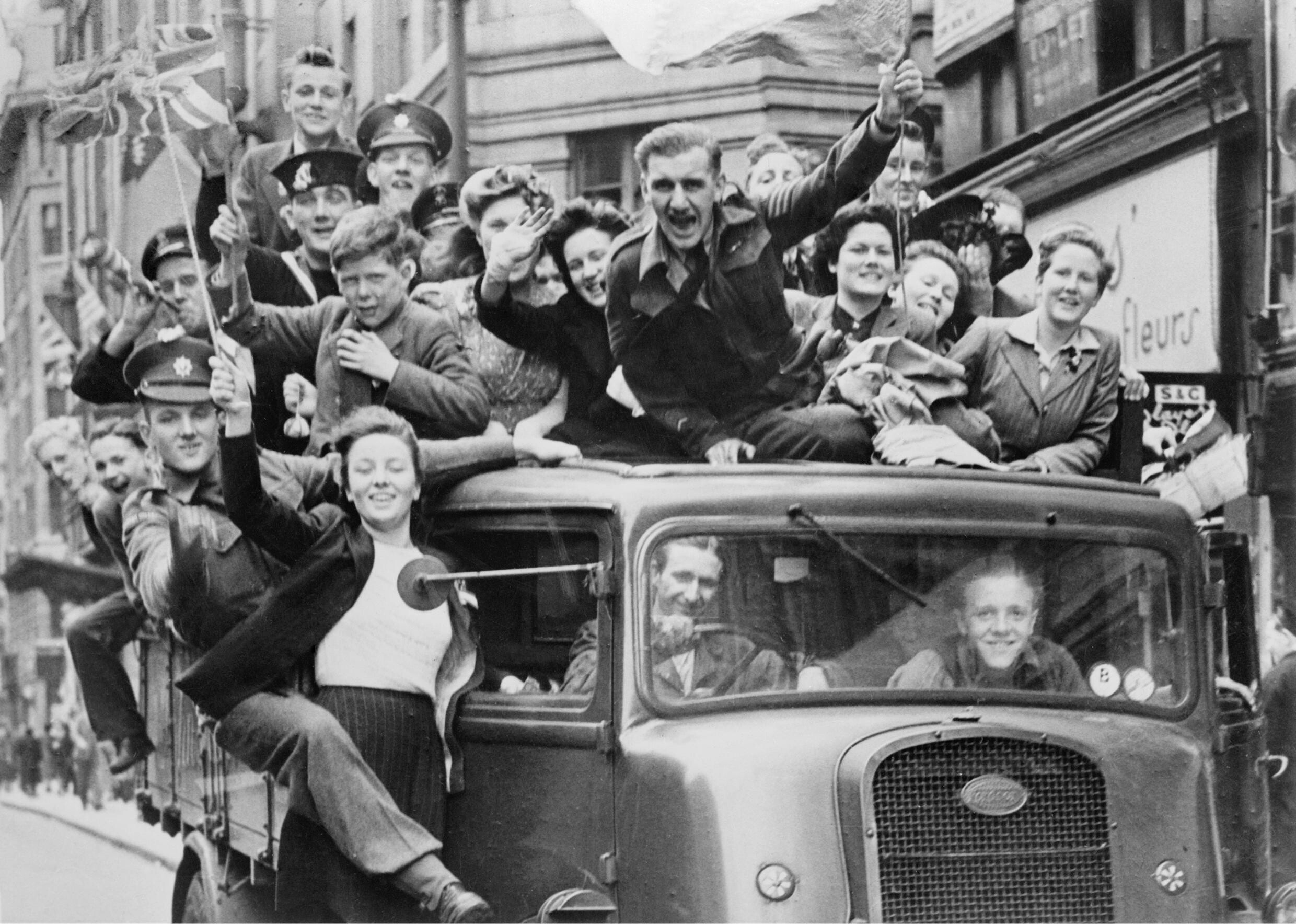
День Победы в Европе 8 мая 1945 года

- 1942 — Вторая мировая война: завершилось сражение в Коралловом море, первое в истории столкновение авианосных соединений
- 1945
  - Вторая мировая война: в пригороде Берлина Карлсхорсте подписан Акт о капитуляции Германии. В США и во многих странах Западной Европы отмечают День победы.
  - Вторая мировая война: завершилось Пражское восстание (также датой окончания называется 9 мая).
  - Началось Алжирское восстание.
- 1949
  - Принятие парламентским советом в Бонне «Основного закона» (Конституция ФРГ).
  - Открыт монумент Воин-освободитель в берлинском Трептов-парке.
- 1950 — обложку нового номера французского журнала для женщин «Elle» украсила фотография 15-летней Брижит Бардо.
- 1953 — первый французский конвертоплан Сюд-Уэст SO 1310 «Фарфаде» выполнил свой первый полёт как вертолёт.
- 1960 — установлены дипломатические отношения между Кубой и СССР.
- 1962 — в Лондоне прекратили ходить последние троллейбусы.
- 1965 — Указы Президиума Верховного Совета СССР об утверждении Положения о почётном звании «Город-Герой», о присвоении Брестской крепости почётного звания «Крепость-Герой»; о вручении ордена Ленина и медали «Золотая Звезда» городам-героям Москве, Волгограду, Севастополю и Одессе, медали «Золотая Звезда» городам-героям Ленинграду и Киеву.
- 1967
  - Капитаны RMS Queen Mary и RMS Queen Elizabeth получили приказы о выводе судов из эксплуатации (самых популярных и грандиозных плавучих сооружений за всю историю пассажирского флота).
  - Открытие мемориального архитектурного ансамбля «Могила Неизвестного Солдата».
- 1970 — вышел диск Let It Be группы The Beatles.
- 1976 — группа ABBA в третий раз поднялась на первое место британского хит-парада с песней Fernando и удерживала его в течение месяца.
- 1978 — первое восхождение на Джомолунгму без дополнительного кислорода — Райнхольд Месснер и Петер Хабелер.
- 1980 — через несколько месяцев после сообщения учёных Всемирная ассамблея здравоохранения заявила о победе над оспой[11].
- 1984 — Олимпийский комитет СССР через три дня после постановления Политбюро ЦК КПСС принял окончательное решение о бойкоте летних Олимпийских игр в Лос-Анджелесе.
- 1987 — засада в Лафголле.
- 1988 — в СССР создана первая оппозиционная политическая партия — Демократический Союз.
- 1990 — выход Эстонии из состава СССР.
- 1997 — катастрофа Boeing 737 в Шэньчжэне.

### XXI век
- 2003 — трагический случай с военно-транспортным самолётом «Ил-76» в Конго, перевозившим конголезских военных. Из-за открывшегося грузового люка на высоте 2200 метров, по неофициальным данным, более 120 человек оказались за бортом судна[12]. Власти Конго официально заявили о 7 погибших[13].
- 2004 — германской полицией арестован 18-летний создатель компьютерного вируса Sasser.
- 2020 — российский автономный необитаемый подводный аппарат «Витязь-Д» погрузился на дно Марианской впадины (10028 м).
- 2025 — избран 267-й папа римский Лев XIV

## Родились
См. также: Категория:Родившиеся 8 мая

### До XVIII века
- 1521 — Пётр Канизий (ум. 1597), голландский иезуит, лидер контрреформации в Германии, католический святой.
- 1639 — Джованни Баттиста Гаулли (ум. 1709), итальянский художник эпохи барокко.
- 1657 — Альтомонте Мартино (ум. 1745), итальянский живописец.
- 1668 — Ален-Рене Лесаж (ум. 1747), французский писатель-сатирик и романист, автор плутовского романа «Жиль Блас».
- 1698 — Генри Бейкер[англ.] (ум. 1774), английский натуралист.

### XVIII век
- 1737 — Эдуард Гиббон (ум. 1794), английский историк и мемуарист.
- 1744 — Николай Новиков (ум. 1818), русский просветитель, журналист и издатель, критик, общественный деятель.
- 1753 — Мигель Идальго (казнён в 1811), мексиканский священник, лидер мексиканской революции.
- 1770 — Василий Пушкин (ум. 1830), русский поэт, дядя А. С. Пушкина («Опасный сосед», «Капитан Храбров» и др.).
- 1779 — великий князь Константин Павлович (ум. 1831), брат российских императоров Александра I и Николая I.

### XIX век
- 1828 — Анри Жан Дюнан (ум. 1910), швейцарский филантроп, инициатор создания международного общества «Красный Крест», первый лауреат Нобелевской премии мира (1901).
- 1883 — Степан Некрашевич (расстрелян в 1937), белорусский учёный-языковед и общественный деятель, инициатор создания и первый председатель Института белорусской культуры (ныне — Национальная академия наук Беларуси).
- 1884 — Гарри Трумэн (ум. 1972), 33-й президент США (1945—1953).
- 1885 — Томас Костейн (ум. 1965), канадско-американский журналист, писатель, мастер исторического жанра.
- 1895 — Эдмунд Уилсон (ум. 1972), американский писатель, журналист и критик.
- 1898 — блаженный Алоизие Степинац (ум. 1960), хорватский кардинал, архиепископ Загреба (1937—1960).
- 1899 — Фридрих Аугуст фон Хайек (ум. 1992), австрийско-британский экономист, лауреат Нобелевской премии (1974).

### XX век
- 1901 — Владимир Софроницкий (ум. 1961), советский пианист, профессор Ленинградской и Московской консерваторий.
- 1902 — Андре Львов (ум. 1994), французский микробиолог, расшифровавший генетический код, нобелевский лауреат (1965).
- 1903 — Фернандель (наст. имя Фернан Жозеф Дезире Контанден; ум. 1971), французский актёр театра и кино, комик.
- 1904 — Борис Ливанов (ум. 1972), актёр (фильмы «Депутат Балтики», «Крейсер „Варяг“», «Кремлёвские куранты» и др.), театральный режиссёр, народный артист СССР .
- 1906 — Роберто Росселлини (ум. 1977), итальянский кинорежиссёр, представитель неореализма, муж Ингрид Бергман, отец Изабеллы Росселлини.
- 1911 — Роберт Джонсон (ум. 1938), американский блюзовый певец, гитарист и автор песен.
- 1916 — Жоао Авеланж (ум. 2016), бразильский спортивный деятель, 7-й президент ФИФА (1974—1998).
- 1920 — Сол Басс (ум. 1996), американский графический дизайнер и киноплакатист.
- 1923 — Григорий Дольников (ум. 1996), советский лётчик-ас, генерал-полковник авиации, Герой Советского Союза.
- 1925 — Али Хасан Мвиньи (ум. 2024), танзанийский политический и государственный деятель президент Танзании в (1985—1995).
- 1926
  - Дэвид Аттенборо, британский зоолог и натуралист, автор телепередач о животных, писатель.
  - Нинель Мышкова (ум. 2003), актриса театра и кино, заслуженная артистка РСФСР.
- 1930 — Мария Шубина (до замужества Клюкова, ум. 2025), советская спортсменка (гребля на байдарках), олимпийская чемпионка (1960), 4-кратная чемпионка мира. Заслуженный мастер спорта СССР (1960).
- 1935 — Джек Чарльтон (ум. 2020), английский футболист и футбольный тренер, чемпион мира по футболу 1966 года.
- 1939 — Пол Дрэйтон (ум. 2010), американский спринтер, олимпийский чемпион (1964).
- 1940
  - Питер Бенчли (ум. 2006), американский писатель и сценарист, автор бестселлера «Челюсти».
  - Владимир Дейнека, советский и российский военачальник, генерал-полковник.
  - Рики Нельсон (погиб в 1985), американский певец, музыкант и актёр, исполнитель рок-н-ролла.
- 1946 — Юрий Мамин, советский и российский режиссёр театра и кино («Дожди в океане», «Окно в Париж», «Праздник Нептуна», «Фонтан» и др.), сценарист, актёр, композитор, телеведущий.
- 1960 — Франко Барези, тренер молодёжной сборной Италии по футболу, бывший игрок клуба «Милан», один из лучших защитников в истории мирового футбола.
- 1961 — Владимир Шевельков, советский и российский актёр театра и кино («Приключения принца Флоризеля», «Европейская история», «Гардемарины, вперёд!», «Сердца трёх» и др.), кинорежиссёр, сценарист, продюсер, телеведущий.
- 1962 — Валерий Тодоровский, советский и российский кинорежиссёр, сценарист и продюсер.
- 1969 — Таро Акэбоно (ум. 2024), американо-японский борец сумо и рестлер, 64-й ёкодзуна.
- 1970 — Луис Энрике (Луис Энрике Мартинес Гарсия), испанский футболист, олимпийский чемпион (1992), тренер.
- 1971 — Кэндис Найт (наст. имя Кэндис Лорен Изралов), американская певица, вокалистка фолк-рок-группы «Blackmore's Night», автор текстов песен.
- 1972 — Даррен Хейз, австралийский певец, поэт и композитор, бывший участник «Savage Garden»; ныне выступает сольно.
- 1975 — Энрике Иглесиас, испанский певец, автор песен, продюсер и актёр, сын Хулио Иглесиаса.
- 1977 — Джо Бонамасса, американский блюз-рок-гитарист и певец.
- 1978 — Лусио (Лусимар Феррейра да Силва), бразильский футболист, чемпион мира (2002).
- 1979 — Руслан Кухарук, российский государственный и политический деятель, губернатор Ханты-Мансийского автономного округа — Югры (с 8 сентября 2024).
- 1981
  - Андреа Бардзальи, итальянский футболист, чемпион мира (2006).
  - Потап (наст. имя Алексей Потапенко), украинский продюсер, автор и исполнитель песен, режиссёр, сценарист, телеведущий.
- 1984 — Максим Марцинкевич (ум. 2020), российский общественный деятель, видеоблогер неонацистского толка, сооснователь и идеолог неформального международного общественного движения «Реструкт», действовавшего на постсоветском пространстве.
- 1989 — Ларс Эллер, датский хоккеист, обладатель Кубка Стэнли (2018).
- 1996 — 6ix9ine (наст. имя Даниэль Эрнандес), американский рэпер
- 1999 — Ребека Андраде, бразильская гимнастка, двукратная олимпийская чемпионка, многократная чемпионка мира.

### XXI век
- 2003 — Мулай Хасан, наследник престола Марокко.

## Скончались
См. также: Категория:Умершие 8 мая

### До XIX века
- 1172 — казнён Феодор II, епископ Ростовский (по решению суда народного веча, утоплен в Вонючем болоте[14]).
- 1243 — убита Евпраксия Псковская, дочь полоцкого князя Рогволода Борисовича, святая Русской церкви.
- 1319 — Хакон V Святой (р. 1270), король Норвегии (1299—1319).
- 1551 — Барбара Радзивилл (р. 1520), великая княгиня литовская и королева польская.
- 1634 — казнён Михаил Шеин, русский полководец, военный и государственный деятель.
- 1671 — Себастьян Бурдон (р. 1616), французский художник.
- 1788 — Джованни Антонио Скополи (р. 1723), итальянско-австрийский медик и естествоиспытатель.
- 1794 — Антуан Лавуазье (р. 1743), французский учёный, основоположник современной химии.

### XIX век
- 1809 — Огюстен Пажу (р. 1730), французский скульптор.
- 1842 — Жюль Сезар Себастьен Дюмон-Дюрвиль (р. 1790), французский мореплаватель, исследователь Тихого океана.
- 1873 — Джон Стюарт Милль (р. 1806), английский философ-позитивист, экономист и общественный деятель.
- 1876 — Осип Сомов (р. 1815), русский математик и механик.
- 1880 — Гюстав Флобер (р. 1821), французский писатель-прозаик.
- 1891 — Елена Блаватская (р. 1831), русская писательница, философ, религиовед.

### XX век
- 1903 — Поль Гоген (р. 1848), французский живописец-постимпрессионист.
- 1904 — Эдвард Мейбридж (р. 1830), английский и американский фотограф, один из создателей хронофотографии.
- 1918 — Шимон Холлоши (р. 1857), венгерский живописец-реалист.
- 1919 — Вера Засулич (р. 1849), российская террористка-народница, социал-демократка, писательница.
- 1928 — Александр Цюрупа (р. 1870), советский государственный и партийный деятель, один из организаторов продотрядов.
- 1936 — Освальд Шпенглер (р. 1880), немецкий философ и культуролог.
- 1938 — Самуил Майкапар (р. 1867), российский и советский писатель, композитор, педагог, музыкальный писатель.
- 1942 — погиб Любомир Бакоч (р. 1897), югославский черногорский партизан, Народный герой Югославии.
- 1945 — погиб Александр Курзенков (р. 1920), советский боевой лётчик, Герой Советского Союза.
- 1950 — Витал Бразил (р. 1865), бразильский учёный-медик. Пионер в области исследовании токсинов. Национальный герой Бразилии.
- 1952 — Уильям Фокс (р. 1879), продюсер, один из пионеров американского кинематографа.
- 1954 — Сергей Антимонов (р. 1880), российский и советский актёр театра и кино, драматург.
- 1959 — Джон Фрейзер (р. 1881), канадский футболист, олимпийский чемпион (1904).
- 1967 — Барбара Пэйтон (р. 1927), американская киноактриса.
- 1976 — погибла Ульрика Майнхоф (р. 1934), немецкая журналистка, социолог, общественный деятель и террористка.
- 1979 — Толкотт Парсонс (р. 1902), американский социолог-теоретик.
- 1982 — погиб Жиль Вильнёв (р. 1950), канадский автогонщик, пилот «Формулы-1».
- 1988 — Роберт Хайнлайн (р. 1907), американский писатель-фантаст.
- 1990 — Луиджи Ноно (р. 1924), итальянский композитор и педагог.
- 1992 — Сергей Образцов (р. 1901), режиссёр, актёр, основатель Центрального театра кукол, народный артист СССР.
- 1993 — Аврам Дэвидсон (р. 1923), американский писатель еврейского происхождения.
- 1995
  - Ольга Викландт (р. 1911), актриса театра и кино, народная артистка РСФСР (1949).
  - Тереза Тенг (р. 1953), китайская поп-певица.
- 1999 — Дерк Богард (р. 1920 или 1921), английский киноактёр.

### XXI век
- 2004 — Валентин Ежов (р. 1921), советский и российский кинодраматург.
- 2012
  - Морис Сендак (р. 1928), американский детский писатель и художник-иллюстратор.
  - Джемма Фирсова (р. 1935), советская и российская актриса, кинорежиссёр, общественный деятель.
- 2013 — Брайан Форбс (р. 1926), английский кинорежиссёр, сценарист, актёр и продюсер.
- 2014 — Александр Флярковский (р. 1931), композитор, народный артист РСФСР.
- 2015 — Вадим Ильенко (р. 1932), советский и украинский кинорежиссёр, сценарист и кинооператор.
- 2017 — Аллан Мелцер (р. 1928), американский экономист.
- 2019 — Евгений Крылатов (р. 1934), советский и российский композитор, народный артист РФ, автор музыки более чем к 120 фильмам и мультфильмам.

## Народный календарь
Марк Ключник.
- Крутая высокая радуга к хорошей погоде, низкая и пологая к погоде ненастной[15].